# ГЕС Мтера
ГЕС Мтера — гідроелектростанція в центральній частині Танзанії. Знаходячись перед ГЕС Кідату становить верхній ступінь каскаду на річці Велика Руаха, яка є найбільшою лівою притокою Руфіджі (впадає в Індійський океан дещо південніше від Дар-ес-Саламу навпроти острова Мафія).
У межах проєкту річку у 1975—1981 роках перекрили бетонною контрфорсною греблею висотою 45 метрів та довжиною 260 метрів. Вона утворила водосховище Мтера з можливим коливанням рівня між позначками 690 та 698,5 метрів НРМ, яким відповідають площа поверхні від 187 до 605 км² та об'єм від 0,5 до 3,7 млрд м³ (корисний об'єм 3,2 млрд м³). Сховище не лише забезпечує власну ГЕС, але й накопичує ресурс в інтересах всього каскаду.
Зі сховища вода подається через короткий дериваційний тунель довжиною 0,8 км з перетином 55 м² до розташованого під правобережним гірським масивом машинного залу (споруджений у 1984—1988 роках). В останньому встановлено дві турбіни типу Френсіс потужністю по 40 МВт, які при напорі у 105 метрів повинні виробляти 303 кВт·год електроенергії на рік.
Відпрацьована вода повертається у річку по відвідному тунелю довжиною 11,5 км з таким саме перетином як і підвідного — 55 м², при цьому на своєму шляху він проходить під руслом самої річки та відкривається у неї з боку лівобережного гірського масиву.
Видача продукції відбувається по ЛЕП, що працює під напругою 220 кВ.